# Río Monnow
El río Monnow (Afon Mynwy en galés) es un corto río que recorre el sudoeste del condado de Herefordshire, en Inglaterra y el este de Monmouthshire, en Gales, hasta desembocar en el río Wye en la población de Monmouth.

## Frontera
Por gran parte de su corto recorrido, establece la frontera entre Inglaterra y Gales, antes de desembocar en el río Wye en Monmouth.